# Yaremi Mendaro
Yaremi Mendaro (ur. 21 kwietnia 1994 na Kubie) – kubańska siatkarka grająca jako przyjmująca. Obecnie występuje w klubie La Habana.